# Trisetum rosei
Trisetum rosei är en gräsart som beskrevs av Frank Lamson Scribner och Elmer Drew Merrill. Trisetum rosei ingår i släktet glanshavren, och familjen gräs. Inga underarter finns listade i Catalogue of Life.